# Марбург
 Тази статия е за града в Германия.  За града в Словения, също наричан Марбург вижте Марибор.  
Марбург (на немски: Marburg) е град в Централна Германия, провинция Хесен. Разположен е на река Лан, а населението му е около 78 000 души. Марбургският университет е първият протестантски университет в света.

## История
Марбург възниква на кръстопътя на два важни търговски пътя – от Кьолн към Прага и от Северно море към Алпите и Италия, първият от които пресича река Лан при града. Смята се, че през 9 или 10 век е построен малък замък, а от 1140 има сигурни сведения за съществуването на града. По това време той е включен във владенията на ландграфовете на Тюрингия.
През 1228 овдовялата ландграфиня на Тюрингия Елисавета Унгарска се установява в Марбург, тъй като не е в добри отношения със зет си, новия ландграф. Тя посвещава живота си на болните и след смъртта си на 24-годишна възраст през 1231 е обявена за светица.
През 1264 София Брабантска, дъщеря на Света Елисавета, успява да спечели ландграфство Хесен, дотогава свързано с Тюрингия, за сина си Хайнрих. Марбург, наред с Касел, става една от столиците на Хесен до средата на 16 век. След първото разделяне на ландграфството градът е столица на Хесен-Марбург през 1485 – 1500 и отново през 1567 – 1605.
Част от владенията на хесенския ландграф Филип I, Марбург се превръща в един от важните центрове на Реформацията. На 30 май 1527 там е основан първият протестантски университет в света, Марбургският университет. И до днес градът е един от четирите главни университетски центъра в Германия, наред с Гьотинген, Хайделберг и Тюбинген.
След 1605 Марбург става просто един от многото провинциални градове, известен най-вече със своя университет. По време на Тридесетгодишната война районът на града губи над две трети от населението си, повече от всички войни след това, включително двете световни. От средата на 17 век до началото на 19 век той е затънтено място, постоянно оспорвано между Хесен-Дармщат и Хесен-Касел.
Продължителния период на упадък помага на Марбург да запази старинния си готически вид и в началото на 19 век градът става популярен сред представителите на възникващия романтизъм. През този период в града живеят Фридрих Карл фон Савини, Ахим фон Арним, Клеменс Брентано, Бетина фон Арним, братя Грим.
След Австро-пруската война от 1866 Марбург е присъединен към Прусия и се превръща в неин основен опорен пункт в Централна Германия. Правителството подпомага университета, който привлича студенти и видни учени от цяла Германия.

## Личности
- Борис Пастернак (1890 – 1960), руски поет, учи философия през 1910 – 1914

## Побратимени градове
- Айзенах, Германия (от 1988 г.)